# DNEG
DNEG hay còn được biết là Double Negative, là một công ty Liên hiệp Anh chuyên sản xuất các hiệu ứng ghi hình chuyển động và hoạt hình máy tính, được thành lập vào năm 1998 ở Luân Đôn.

## Lịch sử

### Thành lập
Double Negative lần đầu mở cửa vào năm 1998 tại Luân Đôn. Được thành lập bởi nhóm nhỏ các chuyên ngành, bao gồm Peter Chiang (Giám sát viên VFX cao cấp), Matt Holben, Alex Hope và Paul Franklin (Giám sát viên VFX cao cấp), sau đó số lượng nhân viên đã phát triển lên 5000 người với đội ngũ toàn thế giới.
Trong những năm qua, hãng làm việc trên 200 bộ phim và phát triển mối quan hệ với một số đạo diễn. Dự án đầu tiên của DNEG là Quái vật trên hành tinh lạ, phát hành vào năm 2000. Kể từ đó, cũng xuất hiện các dự án đáng chú ý nhất bao gồm Enemy at the Gates, Batman Begins, Harry Potter và Harry Potter và tên tù nhân ngục Azkaban, Children of Men, Inception, Iron Man 2, Harry Potter và Bảo bối Tử thần – Phần 2, John Carter, Bão táp sa mạc, Interstellar, Cỗ máy, Spectre, Blade Runner 2049, Avengers: Cuộc chiến vô cực và Godzilla: King of the Monsters.
Nhờ đóng góp hiệu ứng hình ảnh cho các bộ phim, Double Negative đã được vinh danh bốn giải Oscar, năm BAFTA và tám giải Visual Effects Society Awards.

### Mở rộng quốc tế
Năm 2009, Double Negative mở văn phòng tại Singapore và đóng cửa vào tháng 3 năm 2016.
Năm sau, Double Negative thành lập bộ phận Feature Animation để phân phối phim hoạt hình từ trụ sở chính ở Luân Đôn, làm việc cùng với các nhà làm phim và nhà sáng tạo IP.
Cũng trong năm 2014, Double Negative sáp nhập với Prime Focus World; công ty sau đó đổi tên thành DNEG. Prime Focus World cùng DNEG đã tuyên bố mở chi nhánh ở Mumbai sau khi sáp nhập.
Từ năm 2014, DNEG đã mở các cơ sở mới tại Vancouver, Mumbai, Los Angeles, Chennai, Montréal, Hyderabad, Chandigarh và Goa.

### TV VFX
Vào tháng 4 năm 2013, công ty đã ra mắt DNEG TV, một bộ phận tạo VFX cho truyền hình, được thiết kế để các nhà sản xuất phim truyền hình và mạng truy cập vào cơ sở hạ tầng của Double Negative cho các dự án không chiếu rạp.

## Phim
- Aladdin
- Avengers: Endgame
- Fast & Furious Presents: Hobbs & Shaw
- Godzilla: King of Monsters
- Men in Black: International
- Ron's Gone Wrong
- The Limit
- The New Mutants
- Wonder Woman 1984
- 2.0
- 10,000 BC
- 2012
- A Cure for Wellness
- A Good Woman
- Agent Cody Banks 2: Destination London
- Alita: Thiên Thần Chiến Binh
- Alpha
- American Assassin
- Alex Rider: Stormbreaker
- Alice Through the Looking Glass
- Angels and Demons
- Anita and Me
- Annihilation
- Ant-Man
- Ant-Man and the Wasp
- Assassin's Creed
- Atonement
- Attack the Block
- Avengers: Cuộc chiến vô cực
- AVP: Alien vs. Predator
- Baby Driver
- Bad Times at the El Royale
- Batman Begins
- Batman v Superman: Dawn of Justice
- Battleship
- Below
- Birth
- Billy Elliot
- Black Panther
- Blade Runner 2049
- Bohemian Rhapsody
- Bollywood Queen
- Bridge of Spies
- Bridget Jones's Diary
- Bridget Jones: The Edge of Reason
- Captain America: Civil War
- Captain America: The First Avenger
- Captain Corelli's Mandolin
- Captain Phillips
- Casino Royale
- Children of Men
- The Chronicles of Riddick
- Cloverfield
- Cold Mountain
- Cuban Fury
- Deadpool 2
- Die Another Day
- Doom
- Doomsday
- Dragonfly
- Dreamkeeper
- Dunkirk
- Ella Enchanted
- Enemy at the Gates
- Ex Machina
- Exodus: Gods and Kings
- Fantastic Beasts and Where to Find Them
- Fantastic Beasts: The Crimes of Grindelwald
- Fast & Furious
- Fast & Furious 6
- Final Portrait
- First Man
- Flyboys
- Franklyn
- Geostorm
- Godzilla
- Green Zone
- Grimsby
- Grindhouse
- Harry Potter and the Deathly Hallows – Part 1
- Harry Potter and the Deathly Hallows – Part 2
- Harry Potter and the Goblet of Fire
- Harry Potter and the Prisoner of Azkaban
- Harry Potter and the Half-Blood Prince
- Harry Potter and the Order of the Phoenix
- Hellboy II: The Golden Army
- Hercules
- Hippie Hippie Shake
- Holmes & Watson
- Hostiles
- Hot Fuzz
- The Hurricane Heist
- In Bruges
- In My Country
- In the Heart of the Sea
- Inception
- Inferno
- Inkheart
- Insurgent
- Interstellar
- Iron Man 2
- Jason Bourne
- John Carter
- Johnny English
- Jupiter Ascending
- Justice League
- Kingdom of Heaven
- Lara Croft Tomb Raider: The Cradle of Life
- Laws of Attraction
- Les Misérables
- Life
- Love in the Time of Cholera
- Man of Steel
- Miss Peregrine's Home for Peculiar Children
- Miss Pettigrew Lives for a Day
- Mission Impossible: Rogue Nation
- Mission: Impossible – Fallout
- Mission: Impossible 2
- Mowgli
- Muppets Most Wanted
- Nutty Professor II: The Klumps
- Pacific Rim Uprising
- Paddington
- Paul
- Penelope
- Pitch Black
- Pride & Prejudice
- Prince of Persia: The Sands of Time
- Princess of Thieves
- Quantum of Solace
- Red Sparrow
- Resident Evil: Apocalypse
- Rudo y Cursi
- Rush
- Sahara
- Scott Pilgrim vs. the World
- Shaun of the Dead
- Sherlock Holmes
- Skyfall
- Snow White and the Huntsman
- Spectre
- Star Trek Beyond
- Stardust
- Stranger than Fiction
- Terminator: Genisys
- The 15:17 to Paris
- The Boat That Rocked
- The Bourne Legacy
- The Bourne Ultimatum
- The Boy in the Striped Pyjamas
- The Da Vinci Code
- The Danish Girl
- The Dark Knight
- The Dark Knight Rises
- The Duchess
- The Edge of Love
- The Escapist
- The Fate of the Furious
- The Hours
- The Hunger Games: Catching Fire
- The Hunger Games: Mockingjay – Part 1
- The Hunger Games: Mockingjay – Part 2
- The Huntsman
- The Jacket
- The Kid Who Would Be King
- The League of Extraordinary Gentlemen
- The Magic Flute
- The Meg
- The Mummy
- The Pirates! In an Adventure with Scientists
- The Reaping
- The Soloist
- The Sorcerer's Apprentice
- The Tailor of Panama
- The Tree of Life
- The Wolfman
- The World's End
- Thor: Ragnarok
- Thor: The Dark World
- Thunderpants
- To Kill A King
- Total Recall
- Transcendence
- United 93
- V for Vendetta
- Venom
- Whatever Happened to Harold Smith?
- Wonder Woman
- World Trade Center